# آمازاراشی
آمازاراشی (به ژاپنی: アマザラシ amazarashi) یک گروه موسیقی راک ژاپنی از آئوموری است که درحال‌حاضر با سونی میوزیک انترتینمنت قرارداد امضا کرده‌است. آمازاراشی در سال ۲۰۰۷ تشکیل شد و اعضای آن هیرومو آکیتا (خواننده اصلی، گیتاریست، ترانه‌سرا) و مانامی تویوکاوا (کیبوردنواز) هستند. این گروه موسیقی شش تک آهنگ منتشر کرده‌اند که همگی به ۲۰ آهنگ برتر جدول اوریکون رسیده‌اند.

## جوایز و نامزدها
| سال  | جایزه                                   | رده                        | نام اثر                                                                  | نتیجه    |
| ---- | --------------------------------------- | -------------------------- | ------------------------------------------------------------------------ | -------- |
| ۲۰۱۰ | چهاردهمین جشنواره هنرهای رسانه‌ای ژاپن   | سرگرمی                     | "Natsu wo Matte Imashita"                                                | برنده    |
| ۲۰۱۱ | جشنواره بین‌المللی فیلم انیمیشن انسی     | موزیک ویدیو                | "Christmas"                                                              | نامزدشده |
| ۲۰۱۲ | چهارمین دوره CD Shop Awards             | جایزه بزرگ                 | Sennen Koufukuron                                                        | نامزدشده |
| ۲۰۱۳ | هجدهمین Space Shower Music Awards       | بهترین انتخاب شما          | "Love Song"                                                              | نامزدشده |
| ۲۰۱۵ | بیستمین Space Shower Music Video Awards | بهترین ویدیو               | "Ana wo Hotteiru"                                                        | نامزدشده |
| ۲۰۱۹ | Spikes Asia Festival of Creativity      | استفاده نوآورانه از فناوری | "The Dystopia Experience: A Rock Opera And The 10,000-mobile Resistance" | برنده    |